# Lawina (film 1919)
Lawina (ang. The Avalanche) – amerykański film z 1919 roku w reżyserii George'a Fitzmaurice'a.

## Obsada
- Elsie Ferguson
- Warner Oland